# Diaphorus pseudopacus
Diaphorus pseudopacus är en tvåvingeart som beskrevs av Robinson 1964. Diaphorus pseudopacus ingår i släktet Diaphorus och familjen styltflugor.
Artens utbredningsområde är Indiana. Inga underarter finns listade i Catalogue of Life.